# 武汉市第六中学

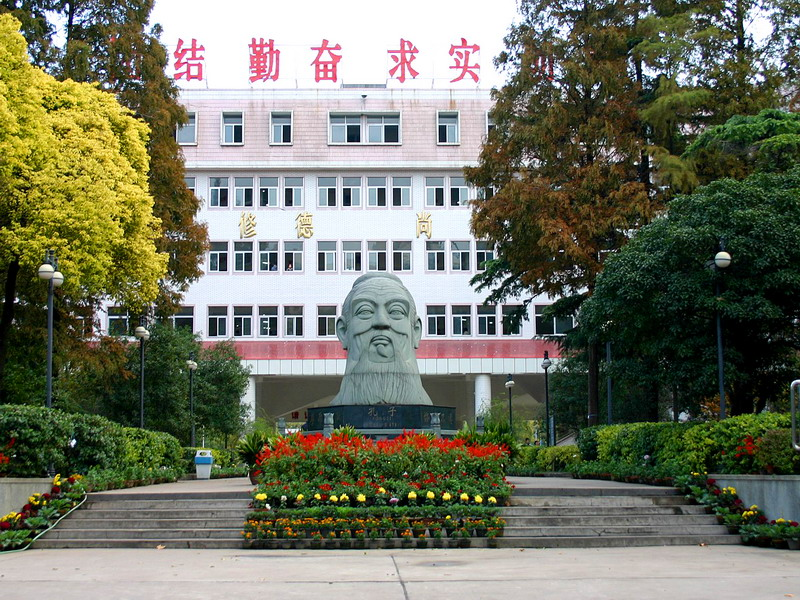
校门前的孔子塑像

武汉市第六中学，简称武汉六中或六中，是一所位于中國湖北省武汉市江岸区球场路64号的全日制公立高级中学
- 外文名 Wuhan No.6 high School
- 创办时间 1903年
- 类别 公立学校
- 现任校长 任能祥
- 所属地区 湖北 武汉
- 主要奖项

1. 2002年湖北省最佳文明单位
2. 2000年湖北省示范学校
3. 1995年武汉市先进学校
4. 主管部门 武汉市教育局

## 历史
武汉市第六中学为德国人创建于1903年的德华学堂，1935年更名为私立汉口上智中学，1953年由武汉市人民政府正式接办，易名武汉市第六中学，1978年首批被确定为湖北省重点中学。2008年，六中分校改为民办，改名武汉六中上智中学。

## 校训、校风、教风与学风
- 校训：修德 尚智
- 校风：团结 勤奋 求实 创新
- 教风：敬业无悔 治学无懈 诲人无倦 奉献无己
- 学风：立志报国 博学善思 尊师守纪 文明健美

## 办学理念
以人为本，以学生的发展为终级目标。

## 特色

### 发明创造
学生在教师的指导下，在学好课本知识的前提下，激活每个人的创造潜能，搞发明创造，是学校的一个显著特色。
2003年至2006年学生获发明专利385件居全国第一。其中获国际奖4项，国家级奖13项，省级奖18项。

### 体育
武汉六中的体育工作也取得了成绩。湖北省篮球预备队，武汉市田径体育传统项目学校，武汉市体育人才学校。近些年来，46名六中学生取得高水平运动员资格，并被省内外名校录取，2名学生获得2008年中国田径队备选队员资格。

### 艺术

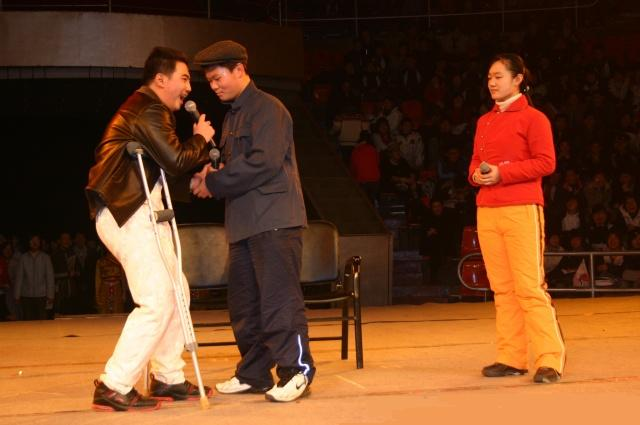
2007年校园艺术节中由学生模仿表演的小品《卖拐》

该校两年一度的“校园艺术节”受到全校师生的欢迎。师生纷纷展示自己的才艺:歌曲、舞蹈、相声、小品、武术、乐器等。

### 德育
武汉市第六中学坚持把德育作为素质教育的核心。
近年来，由六中学生建议、发起的“武汉市废旧电池回收日”、“武汉白暨豚保护基金会”、校园艺术节、科技节等活动在全社会引起强烈反响，并受到众多舆论媒体、社会各界人士的一致好评。